# Alcaraz (Albacete)
Alcaraz ist ein Ort und eine aus dem Hauptort sowie mehreren Weilern (pedanías) und Einzelgehöften bestehende Gemeinde (municipio) mit 1.304 Einwohnern (Stand: 2024) im Südwesten der Provinz Albacete in der autonomen Region Kastilien-La Mancha. Das Ortszentrum ist als Kulturgut (Bien de Interés Cultural) in der Kategorie Conjunto histórico-artístico anerkannt.

## Lage
Der Ort Alcaraz liegt am Río de Alcaraz in der Berglandschaft der Sierra de Alcaraz, dem nördlichen Ausläufer der Betischen Kordillere, ca. 80 km (Fahrtstrecke) südwestlich der Provinzhauptstadt Albacete einer Höhe von ca. 910 bis 970 m. Das Klima im Winter ist gemäßigt, im Sommer dagegen warm; die geringen Niederschlagsmengen (ca. 445 mm/Jahr) fallen – mit Ausnahme der nahezu regenlosen Sommermonate – verteilt übers ganze Jahr.

## Bevölkerungsentwicklung
| Jahr      | 1857  | 1900  | 1950  | 2000  | 2020  |
| Einwohner | 5.419 | 4.501 | 6.132 | 1.738 | 1.324 |

Der deutliche Bevölkerungsrückgang seit den 1950er Jahren ist im Wesentlichen auf die Mechanisierung der Landwirtschaft, die Aufgabe bäuerlicher Kleinbetriebe („Höfesterben“) und den damit einhergehenden Verlust an Arbeitsplätzen zurückzuführen.

## Wirtschaft
Alcaraz liegt in der gebirgigen und waldreichen Sierra de Alcaraz, in der im 20. Jahrhundert Olivenbaumplantagen angelegt wurden. Früher wurden auch Getreide, Weinreben etc. zur Selbstversorgung angepflanzt; Gemüse stammte aus den Hausgärten. Viehzucht (Schafe, Ziegen, Hühner) und Forstwirtschaft (vor allem die Gewinnung von Holzkohle) wurden ebenfalls betrieben. Im Ort selbst haben sich Kleinhändler, Handwerker sowie Dienstleister aller Art angesiedelt. Seit den letzten Jahrzehnten des 20. Jahrhunderts spielt der ländliche Tourismus (turismo rural) eine immer bedeutsamer werdende Rolle für das Wirtschaftsleben der Gemeinde.

## Geschichte
Auf dem Gebiet der Gemeinde wurden jungsteinzeitliche Kleinfunde gemacht; die Iberer hinterließen eine Nekropole im Südosten der Stadt. In der Antike führte der Weg von Sagunt nach Castulo hier vorbei. Die Mauren überrannten das Gebiet im 8. Jahrhundert, doch fällt die Entstehung des Ortes wohl erst ins 10. oder 11. Jahrhundert. Während der Herrschaft der Almohaden wurde der Ort mit einer Mauer aus Stampflehm vermischt mit kleinen Steinen umgeben, doch nach der verlorenen Schlacht bei Las Navas de Tolosa (1212) war die christliche Rückeroberung (reconquista) nicht mehr aufzuhalten – ein Jahr später zogen die vereinigten leonesisch-kastlilischen Heere in Alcaraz ein. Der Ort wurde mit Privilegien (fueros) ausgestattet, die in den folgenden Jahrhunderten immer wieder erneuert und erweitert wurden.

## Sehenswürdigkeiten

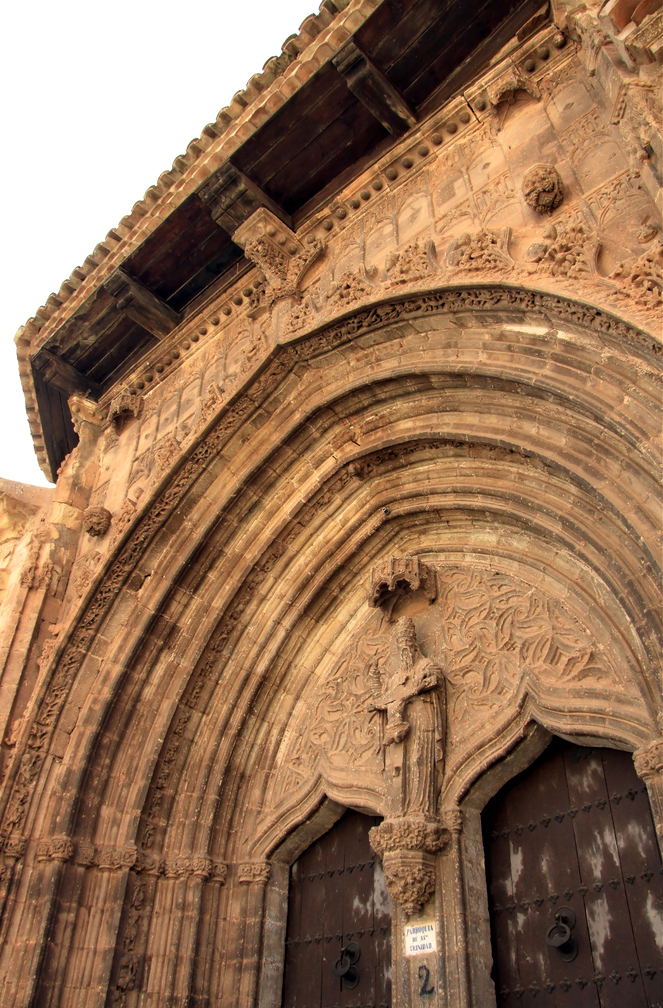
Kirchenportal

- Zentrum des Ortes ist der im 16. Jahrhundert angelegte Hauptplatz (Plaza Mayor); hier befinden sich alle wichtigen Gebäude.
- Die im 14. Jahrhundert begonnene und Ende des 15. Jahrhunderts vollendete Iglesia de la Santísima Trinidad y Santa María ist der Dreifaltigkeit und der Gottesmutter Maria geweiht. Das durch einen Trumeaupfeiler mit einem Gnadenstuhl-Bildnis zweigeteilte Portal zeigt spätgotisches Blendmaßwerk und zwei Kielbögen. Das Innere der Kirche ist dreischiffig und birgt ein Altarretabel; eine Figurengruppe der „Beweinung Christi“ sowie andere spätgotische Skulpturen sind ebenfalls zu sehen.[7]
- Der dem Glockenturm der Kirche gegenüber stehende Torre del Tardón entstammt den Jahren 1555 bis 1568; man nimmt an, dass der aus Alcaraz stammende Architekt Andrés de Vandelvira an seiner Planung beteiligt war. Der auf unregelmäßigem sechseckigen Grundriss erbaute Turm gehörte zum ehemaligen Dominikanerkonvent; seine zum Platz hin gewandte Seite zeigt zwei wappentragende Figuren und darüber erneut die Darstellung eines Gnadenstuhls. Die abschließende Balustrade ist mit mehreren Figuren besetzt.
- Das alte Dominikanerkloster wurde bereits im 16. Jahrhundert in eine Börse (Lonja de Santo Domingo) umgewandelt. Beeindruckend sind der fünfbogige Portikus sowie die darüber befindliche Loggia, die durch einen steinernen Wappenschild aus der Zeit Philipps II. (reg. 1556–1598) optisch zweigeteilt wird.
- Die ebenfalls am Platz stehende langgestreckte Lonja de la Regatería o del Corregidor mit ihrem 12-bogigen Portikus bezeugt die ehemalige politische und wirtschaftliche Bedeutung der Stadt.
- Die Fassade der sogenannten Casa de la Inquisición zeigt einen steinernen Wappenschild. Im Inneren finden sich interessante Artesonado-Decken.

Umgebung

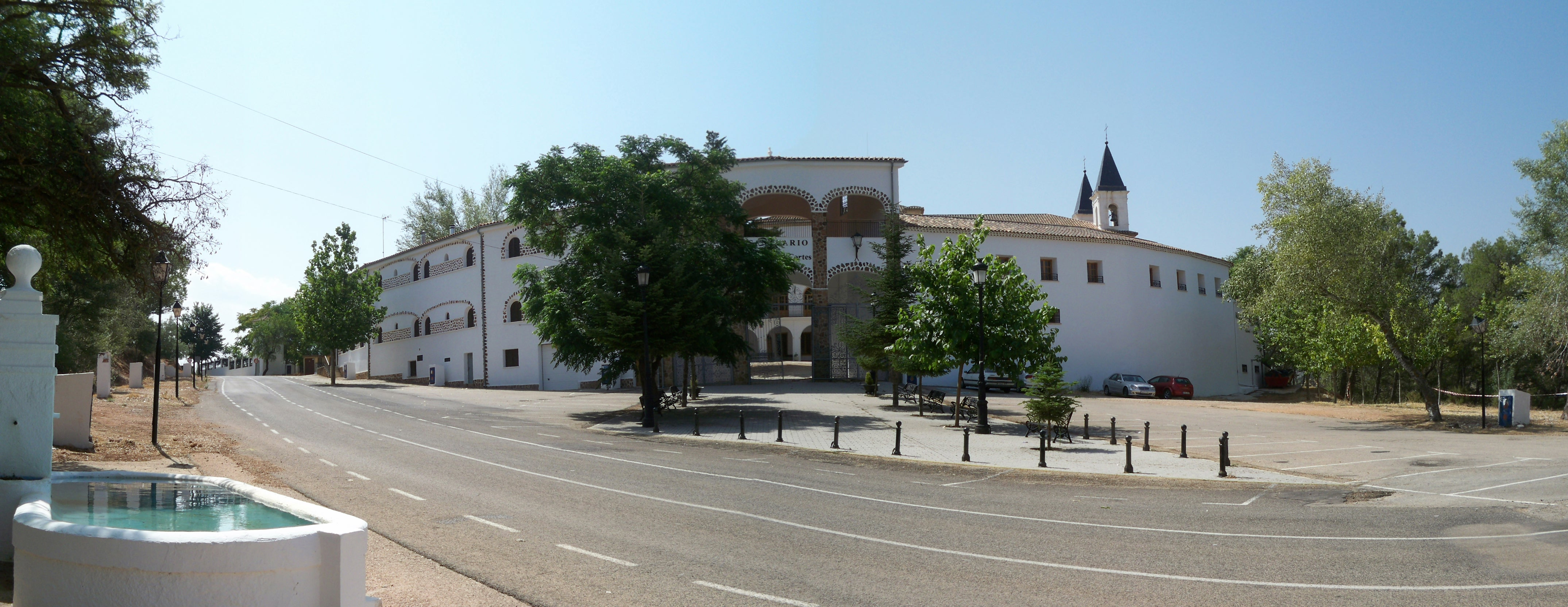
Santuario de Cortes

- Von der mittelalterlichen Burg (castillo) sind nur wenige Mauerreste erhalten.
- Der Aquädukt aus dem 15. Jahrhundert ist ebenfalls weitgehend ruiniert.
- Ca. 4,5 km nordöstlich liegt der im 19. und frühen 20. Jahrhundert neu erbaute Gebäudekomplex des Santuario de Cortes, in welchem eine regional bedeutsame mittelalterliche Muttergottesstatue verehrt wird.

## Persönlichkeiten
- Andrés de Vandelvira (1509–1575), Renaissance-Architekt
- Oliva Sabuco (1562–1646), Medizinphilosophin